# Kullran
Kullran är ett litet vattendrag i nordvästra Hälsingland, Ljusdals kommun. Kommer från Fönesjön och rinner ut i Holån. Längd ca 1,5 km, inklusive källflöden ca 5 km. Flodområde ca 10 kvadratkilometer. Största källflöde Stortjärnsbäcken.